# Elektroda
Elektroda – końcowy element niektórych układów lub urządzeń elektrycznych, przewodnik elektryczny wysyłający ładunek elektryczny lub przyjmujący go z otoczenia, albo kształtujący pole elektrostatyczne w swoim otoczeniu.
Istnieją trzy rodzaje elektrod. Pierwsze dwa rodzaje to anoda i katoda. W obwodach prądu stałego anoda to elektroda, która przyjmuje ładunek ujemny lub wysyła dodatni, zaś katoda to elektroda wysyłająca ładunek ujemny lub przyjmująca dodatni. W lampie rentgenowskiej elektroda w którą uderzają rozpędzone elektrony jest nazywana antykatodą, może ona być anodą lampy albo lampa zawiera dodatkową elektrodę będącą anodą. Ładunkami elektrycznymi przepływającymi między anodą i katodą mogą być swobodne elektrony lub jony.
Trzecim rodzajem są elektrody oddziałujące na przestrzeń swoim potencjałem – przykładem są tu siatki w lampie elektronowej, zwłaszcza siatka pierwsza. Czasami elektrody te przyjmują lub wysyłają nośniki prądu, jak np. siatka druga w tetrodzie, jednak są nadal nazywane siatkami, gdyż ich głównym celem jest oddziaływanie na rozkład pola elektrycznego. Niekiedy tego rodzaju elektrody noszą też inne nazwy, np. w lampie oscyloskopowej nazywane są płytkami odchylającymi.
Ładunek na elektrodach zależny jest od tego czy w danym układzie jest generowana siła elektromotoryczna, czy też absorbowana jest energia elektryczna. Zawsze jednak anoda i katoda mają w stosunku do siebie różny ładunek elektryczny. W przypadku układów, gdzie jest generowana siła elektromotoryczna, anoda ma ładunek ujemny, a katoda dodatni. W przypadku gdy siła elektromotoryczna jest absorbowana, anoda ma ładunek dodatni, a katoda ujemny.
Urządzenia, w których występują elektrody:
- akumulator elektryczny
- elektroencefalograf
- elektrolizer
- lampa elektronowa
- ogniwo galwaniczne
- elektrodrążarka
- piec łukowy
- spawarka elektryczna

Elektrodą czasem w elektrochemii – nieściśle – nazywa się cały układ składający się z elektrod właściwych i otaczającego je roztworu elektrolitu. Właściwa nazwa tego układu to półogniwo.